# Destination Inner Space
Destination Inner Space este un film SF din 1966 regizat de Francis D. Lyon și scris de Arthur C. Pierce. În rolurile principale joacă actorii Scott Brady, Gary Merrill, Sheree North și Wende Wagner, alături de Mike Road, John Howard, William Thourbly și Biff Elliot în rolurile secundare. Filmul a fost lansat în mai 1966.

## Prezentare
Povestea se concentrează pe un grup de oameni de știință care lucrează într-un laborator subacvatic. După o întâlnire cu un obiect subacvatic neidentificat (o farfurie zburătoare submarină), baza este atacată de un monstru care poate fi avangarda unei invazii extraterestre. Cercetătorii și personalul militar al bazei trebuie să se ocupe de creatură și să distrugă obiectul neidentificat.

## Distribuție
- Scott Brady - Cmdr. Wayne
- Sheree North - Dr. Rene Peron
- Gary Merrill - Dr. LaSatier
- Wende Wagner - Sandra Welles
- Mike Road - Hugh Maddox
- John Howard - Dr. James
- William Thourlby - Tex
- Biff Elliot - Dr. Wilson
- Glenn Sipes - Mike
- Richard Niles - Ellis
- Roy Barcroft - Skipper
- Ed Charles Sweeny - Bos'un
- Ken Delo - Radio Man
- Ron Burke - The Thing
- James Hong - Ho Lee

## Producție
În 1966, United Pictures Corporation (UPC) a fost creată pentru a produce filme de lung metraj pentru a fi transmise în principal în rețelele de televiziune, compania a fost finanțată inițial de firme petroliere canadiene.
Primele filme Castle of Evil și Destination Inner Space au fost filmate în paisprezece zile în 1966, iar regizorul Francis D. Lyon a declarat: "Nu recomand această abordare în grabă ca o practică, pentru că va avea de suferit calitatea". 

## Legături externe
- Destination Inner Space la Allmovie
- Destination Inner Space la Internet Movie Database

## Vezi și
- Listă de filme științifico-fantastice din anii 1960
- Listă de filme americane din 1966
- 1966 în film